# Fallbrawl
Fallbrawl ist eine 2005 gegründete Beatdown-Band aus dem Ruhrgebiet.

## Geschichte
Gegründet wurde die Gruppe im Jahr 2005. Die Musiker stammen alle aus dem Ruhrgebiet. Im selben Jahr erschien eine Demo-CD, sowie eine Split-CD unter dem Namen No Winners Just Survivors mit Reduction und Brothers in Crime.
Über Warcity Records erschien im Jahr 2008 das Debütalbum Cold World. Zwischen 2008 und 2012 wurde der alte Vocalist Dave gegen Andree Krupski, dem Gitarristen von Circle Of Death, aufgrund von Streitigkeiten ausgewechselt. Nach einer Unterschrift bei BDHW Records folgte vier Jahre später der Zweitling Pure Mayhem, ehe ein Jahr später mit Brotherhood eine EP auf dem Markt gebracht wurde. 2015 erschien mit Chaos Reigns das inzwischen dritte Studioalbum der Band.
2019 erschien das vierte Studioalbum, welches "Darkness" heißt.

## Stil
Die Musik von Fallbrawl kann als metallischer Hardcore Punk, der sich zwischen den Niederländern von Born from Pain und Nasty einordnen lässt, bezeichnet werden. Die Gruppe zählt neben den bereits genannten Nasty und Circle of Death zu den bekannteren Vertretern des Beatdown. Insgesamt bewegt sich die Musik, zumindest auf Chaos Reigns im Midtempo-Bereich und lässt Vergleiche mit der britischen Band Bolt Thrower zu.

## Diskografie
- 2005: After Longing Ache (EP, Eigenvertrieb)
- 2005: No Winners Just Survivors (Split-Album mit Reduction und Brothers in Crime, Eigenvertrieb)
- 2008: Cold World (Warcity Records)
- 2012: Pure Mayhem (BDHW Records)
- 2013: Brotherhood (EP, BDHW Records)
- 2015: Chaos Reigns (BDHW Records)
- 2019: Darkness (BDHW Records)